# Blommor och bin (affärskedja)
Blommor och bin var en butikskedja som startades av RFSU år 1969. Den första butiken låg vid Hötorget i Stockholm. Butikerna sålde kondomer men också designade kläder och litteratur. Som mest hade RFSU 40 Blommor och bin-butiker runt om i Sverige.